# 俄罗斯拉妮
俄罗斯拉妮（匈牙利語：Oroszlány，直译为“狮子城”）是匈牙利科馬羅姆-埃斯泰爾戈姆州的城市，位於該國西北部，面積75.86公里，2010年人口18,701，其中約四成居民信奉天主教。

## 词源
该市名字源于创始者察克（Csák）家族徽章上的狮子。

## 外部連結
- Official site （页面存档备份，存于）
- Unofficial site （页面存档备份，存于）
- Street map （页面存档备份，存于） （匈牙利文）
- Earthquake January 29 2011 （页面存档备份，存于）

47°29′N 18°19′E / 47.483°N 18.317°E